# Gran Premio de España de Motociclismo

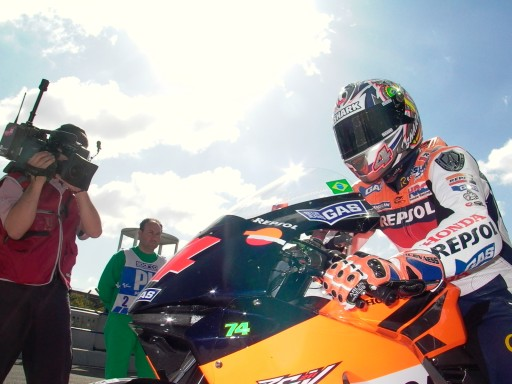
Alex Barros en 2004.

El Gran Premio de España de Motociclismo es una carrera de motociclismo de velocidad que se celebra desde el año 1951 en España. Salvo en la edición inaugural y entre 1956 y 1960, siempre formó parte del Campeonato Mundial de Motociclismo. Desde la edición 1989, la competencia tiene lugar de manera ininterrumpida en el Circuito de Jerez, que también fue sede de la edición de 1987. Los otros dos circuitos utilizados fueron el Circuito del Jarama (1969, 1971, 1973, 1975, 1977-1986 y 1988) y el Circuito de Montjuïc (1951-1968, 1970, 1972, 1974 y 1976).

## Canon
Este Gran Premio se sustenta en un canon que debe pagarse por cada edición a Dorna. En el caso de Jerez, es la Junta de Andalucía la que suele hacerse cargo de él principalmente

## Ganadores del Gran Premio de España

### Ganadores Múltiples (Pilotos)
| # Victorias | Piloto               | Victorias | Victorias                                |
| # Victorias | Piloto               | Categoría | Años Ganador                             |
| ----------- | -------------------- | --------- | ---------------------------------------- |
| 11          | Ángel Nieto          | 125cc     | 1970, 1971, 1979, 1981, 1982, 1983, 1984 |
| 11          | Ángel Nieto          | 50cc      | 1972, 1975, 1976, 1977                   |
| 9           | Valentino Rossi      | MotoGP    | 2002, 2003, 2005, 2007, 2009, 2016       |
| 9           | Valentino Rossi      | 500cc     | 2001                                     |
| 9           | Valentino Rossi      | 250cc     | 1999                                     |
| 9           | Valentino Rossi      | 125cc     | 1997                                     |
| 5           | Hans-Georg Anscheidt | 50cc      | 1962, 1963, 1964, 1967, 1968             |
| 5           | Eugenio Lazzarini    | 125cc     | 1978                                     |
| 5           | Eugenio Lazzarini    | 50cc      | 1978, 1979, 1980, 1983                   |
| 5           | Pier Paolo Bianchi   | 125cc     | 1976, 1977, 1980, 1985                   |
| 5           | Pier Paolo Bianchi   | 80cc      | 1984                                     |
| 5           | Jorge Martínez       | 125cc     | 1988, 1990                               |
| 5           | Jorge Martínez       | 80cc      | 1985, 1986, 1987                         |
| 5           | Jorge Lorenzo        | MotoGP    | 2010, 2011, 2015                         |
| 5           | Jorge Lorenzo        | 250cc     | 2006, 2007                               |
| 4           | Luigi Taveri         | 125cc     | 1955, 1963, 1964                         |
| 4           | Luigi Taveri         | 50cc      | 1966                                     |
| 4           | Phil Read            | 500cc     | 1973                                     |
| 4           | Phil Read            | 250cc     | 1965, 1967, 1968                         |
| 4           | Giacomo Agostini     | 500cc     | 1968, 1969                               |
| 4           | Giacomo Agostini     | 350cc     | 1969, 1975                               |
| 4           | Kork Ballington      | 350cc     | 1976, 1979                               |
| 4           | Kork Ballington      | 250cc     | 1979, 1080                               |
| 4           | Michael Doohan       | 500cc     | 1991, 1992, 1994, 1996                   |
| 4           | Àlex Crivillé        | 500cc     | 1997, 1998, 1999                         |
| 4           | Àlex Crivillé        | 125cc     | 1989                                     |
| 4           | Dani Pedrosa         | MotoGP    | 2008, 2013, 2017                         |
| 4           | Dani Pedrosa         | 250cc     | 2005                                     |
| 3           | Tarquinio Provini    | 250cc     | 1963, 1964                               |
| 3           | Tarquinio Provini    | 125cc     | 1954                                     |
| 3           | Kenny Roberts        | 500cc     | 1979, 1980, 1982                         |
| 3           | Carlos Lavado        | 250cc     | 1982, 1985, 1986                         |
| 3           | Wayne Gardner        | 500cc     | 1986, 1987, 1990                         |
| 3           | Kazuto Sakata        | 125cc     | 1993, 1994, 1998                         |
| 3           | Ralf Waldmann        | 250cc     | 1997, 2000                               |
| 3           | Ralf Waldmann        | 125cc     | 1992                                     |
| 3           | Marc Márquez         | MotoGP    | 2014, 2018, 2019                         |
| 3           | Francesco Bagnaia    | MotoGP    | 2022, 2023, 2024                         |

### Ganadores múltiples (constructores)
| # Victorias | Constructor | Victorias | Victorias                                                                                      |
| # Victorias | Constructor | Categoría | Años Ganador                                                                                   |
| ----------- | ----------- | --------- | ---------------------------------------------------------------------------------------------- |
| 50          | Honda       | MotoGP    | 2002, 2003, 2004, 2008, 2012, 2013, 2014, 2017, 2018, 2019                                     |
| 50          | Honda       | 500 cc    | 1983, 1984, 1985, 1986, 1987, 1989, 1990, 1991, 1992, 1994, 1995, 1996, 1997, 1998, 1999, 2001 |
| 50          | Honda       | 250 cc    | 1962, 1966, 1988, 1991, 1997, 2001, 2004, 2005, 2009                                           |
| 50          | Honda       | Moto3     | 2015, 2017, 2019                                                                               |
| 50          | Honda       | 125 cc    | 1961, 1962, 1963, 1964, 1991, 1993, 1995, 1996, 1999, 2000, 2001                               |
| 50          | Honda       | 50 cc     | 1966                                                                                           |
| 40          | Yamaha      | MotoGP    | 2005, 2007, 2009, 2010, 2011, 2015, 2016, 2020                                                 |
| 40          | Yamaha      | 500 cc    | 1972, 1979, 1980, 1982, 1988                                                                   |
| 40          | Yamaha      | 350 cc    | 1971, 1972, 1973, 1974, 1975, 1976, 1977                                                       |
| 40          | Yamaha      | 250 cc    | 1965, 1967, 1968, 1970, 1971, 1973, 1974, 1977, 1982, 1985, 1986, 1987, 1989, 1990, 1993, 1995 |
| 40          | Yamaha      | 125 cc    | 1966, 1967, 1972, 1973                                                                         |
| 23          | Aprilia     | 250 cc    | 1992, 1994, 1996, 1998, 1999, 2000, 2002, 2003, 2006, 2007                                     |
| 23          | Aprilia     | 125 cc    | 1992, 1994, 1997, 1998, 2002, 2003, 2004, 2005, 2006, 2007, 2008, 2009, 2011                   |
| 13          | Kalex       | Moto2     | 2012, 2013, 2014, 2015, 2016, 2017, 2018, 2019, 2020, 2021, 2022, 2023, 2025                   |
| 11          | MV Agusta   | 500 cc    | 1952, 1954, 1968, 1969, 1970, 1973                                                             |
| 11          | MV Agusta   | 350 cc    | 1969, 1970                                                                                     |
| 11          | MV Agusta   | 250 cc    | 1961                                                                                           |
| 11          | MV Agusta   | 125 cc    | 1953, 1955                                                                                     |
| 11          | Kreidler    | 50 cc     | 1962, 1963, 1964, 1969, 1971, 1973, 1974, 1975, 1978, 1979, 1982                               |
| 10          | Derbi       | 125 cc    | 1970, 1971, 1974, 1988, 2010                                                                   |
| 10          | Derbi       | 80 cc     | 1985, 1986, 1987                                                                               |
| 10          | Derbi       | 50 cc     | 1970, 1972                                                                                     |
| 9           | KTM         | 250 cc    | 2008                                                                                           |
| 9           | KTM         | Moto3     | 2013, 2014, 2016, 2018, 2020, 2021, 2023, 2025                                                 |
| 8           | Suzuki      | 500 cc    | 1978, 1993, 2000                                                                               |
| 8           | Suzuki      | 125 cc    | 1965, 1969                                                                                     |
| 8           | Suzuki      | 50 cc     | 1965, 1967, 1968                                                                               |
| 7           | Kawasaki    | 500 cc    | 1971                                                                                           |
| 7           | Kawasaki    | 350 cc    | 1979                                                                                           |
| 7           | Kawasaki    | 250 cc    | 1978, 1979, 1980, 1981, 1983                                                                   |
| 6           | Ducati      | MotoGP    | 2006, 2021, 2022, 2023, 2024, 2025                                                             |
| 5           | Garelli     | 125 cc    | 1982, 1983, 1984, 1986, 1987                                                                   |
| 4           | Bultaco     | 125 cc    | 1968                                                                                           |
| 4           | Bultaco     | 50 cc     | 1976, 1977, 1981                                                                               |
| 3           | Mondial     | 125 cc    | 1951, 1954                                                                                     |
| 3           | Moto Guzzi  | 500 cc    | 1953                                                                                           |
| 3           | Moto Guzzi  | 350 cc    | 1954                                                                                           |
| 3           | Moto Guzzi  | 250 cc    | 1953                                                                                           |
| 3           | Gilera      | 500 cc    | 1951, 1955                                                                                     |
| 3           | JJ Cobas    | 250 cc    | 1984                                                                                           |
| 3           | JJ Cobas    | 125 cc    | 1989, 1990                                                                                     |

### Por Año
| Año  | Circuito | Moto3              | Moto3       | Moto2           | Moto2       | MotoGP            | MotoGP      |
| Año  | Circuito | Piloto             | Constructor | Piloto          | Constructor | Piloto            | Constructor |
| ---- | -------- | ------------------ | ----------- | --------------- | ----------- | ----------------- | ----------- |
| 2025 | Jerez    | José Antonio Rueda | KTM         | Manuel González | Kalex       | Álex Márquez      | Ducati      |
| 2024 | Jerez    | Collin Veijer      | Husqvarna   | Fermín Aldeguer | Boscoscuro  | Francesco Bagnaia | Ducati      |
| 2023 | Jerez    | Iván Ortolá        | KTM         | Sam Lowes       | Kalex       | Francesco Bagnaia | Ducati      |

| Año  | Circuito | MotoE              | MotoE       | MotoE         | MotoE       | Moto3        | Moto3       | Moto2                 | Moto2       | MotoGP            | MotoGP      |
| Año  | Circuito | Carrera 1          | Carrera 1   | Carrera 2     | Carrera 2   | Moto3        | Moto3       | Moto2                 | Moto2       | MotoGP            | MotoGP      |
| Año  | Circuito | Piloto             | Constructor | Piloto        | Constructor | Piloto       | Constructor | Piloto                | Constructor | Piloto            | Constructor |
| ---- | -------- | ------------------ | ----------- | ------------- | ----------- | ------------ | ----------- | --------------------- | ----------- | ----------------- | ----------- |
| 2022 | Jerez    | Eric Granado       | Energica    | Eric Granado  | Energica    | Izan Guevara | Gas Gas     | Ai Ogura              | Kalex       | Francesco Bagnaia | Ducati      |
| 2021 | Jerez    | Alessandro Zaccone | Energica    |               |             | Pedro Acosta | KTM         | Fabio Di Giannantonio | Kalex       | Jack Miller       | Ducati      |
| 2020 | Jerez    | Eric Granado       | Energica    | Albert Arenas | KTM         | Luca Marini  | Kalex       | Fabio Quartararo      | Yamaha      |                   |             |

| Año  | Circuito | Moto3             | Moto3       | Moto2                | Moto2       | MotoGP             | MotoGP      |
| Año  | Circuito | Piloto            | Constructor | Piloto               | Constructor | Piloto             | Constructor |
| ---- | -------- | ----------------- | ----------- | -------------------- | ----------- | ------------------ | ----------- |
| 2019 | Jerez    | Niccolò Antonelli | Honda       | Lorenzo Baldassarri  | Kalex       | Marc Márquez       | Honda       |
| 2018 | Jerez    | Philipp Öttl      | KTM         | Lorenzo Baldassarri  | Kalex       | Marc Márquez       | Honda       |
| 2017 | Jerez    | Arón Canet        | Honda       | Álex Márquez         | Kalex       | Dani Pedrosa       | Honda       |
| 2016 | Jerez    | Brad Binder       | KTM         | Sam Lowes            | Kalex       | Valentino Rossi    | Yamaha      |
| 2015 | Jerez    | Danny Kent        | Honda       | Jonas Folger         | Kalex       | Jorge Lorenzo      | Yamaha      |
| 2014 | Jerez    | Romano Fenati     | KTM         | Mika Kallio          | Kalex       | Marc Márquez       | Honda       |
| 2013 | Jerez    | Maverick Viñales  | KTM         | Esteve Rabat         | Kalex       | Dani Pedrosa       | Honda       |
| 2012 | Jerez    | Romano Fenati     | FTR Honda   | Pol Espargaro        | Kalex       | Casey Stoner       | Honda       |
| Año  | Circuito | 125cc             | 125cc       | Moto2                | Moto2       | MotoGP             | MotoGP      |
| Año  | Circuito | Piloto            | Constructor | Piloto               | Constructor | Piloto             | Constructor |
| 2011 | Jerez    | Nicolás Terol     | Aprilia     | Andrea Iannone       | Suter       | Jorge Lorenzo      | Yamaha      |
| 2010 | Jerez    | Pol Espargaró     | Derbi       | Toni Elias           | Moriwaki    | Jorge Lorenzo      | Yamaha      |
| Año  | Circuito | 125cc             | 125cc       | 250cc                | 250cc       | MotoGP             | MotoGP      |
| Año  | Circuito | Piloto            | Constructor | Piloto               | Constructor | Piloto             | Constructor |
| 2009 | Jerez    | Bradley Smith     | Aprilia     | Hiroshi Aoyama       | Honda       | Valentino Rossi    | Yamaha      |
| 2008 | Jerez    | Simone Corsi      | Aprilia     | Mika Kallio          | KTM         | Dani Pedrosa       | Honda       |
| 2007 | Jerez    | Gábor Talmácsi    | Aprilia     | Jorge Lorenzo        | Aprilia     | Valentino Rossi    | Yamaha      |
| 2006 | Jerez    | Álvaro Bautista   | Aprilia     | Jorge Lorenzo        | Aprilia     | Loris Capirossi    | Ducati      |
| 2005 | Jerez    | Marco Simoncelli  | Aprilia     | Dani Pedrosa         | Honda       | Valentino Rossi    | Yamaha      |
| 2004 | Jerez    | Marco Simoncelli  | Aprilia     | Roberto Rolfo        | Honda       | Sete Gibernau      | Honda       |
| 2003 | Jerez    | Lucio Cecchinello | Aprilia     | Toni Elías           | Aprilia     | Valentino Rossi    | Honda       |
| 2002 | Jerez    | Lucio Cecchinello | Aprilia     | Fonsi Nieto          | Aprilia     | Valentino Rossi    | Honda       |
| Año  | Circuito | 125cc             | 125cc       | 250cc                | 250cc       | 500cc              | 500cc       |
| Año  | Circuito | Piloto            | Constructor | Piloto               | Constructor | Piloto             | Constructor |
| 2001 | Jerez    | Masao Azuma       | Honda       | Daijiro Kato         | Honda       | Valentino Rossi    | Honda       |
| 2000 | Jerez    | Emilio Alzamora   | Honda       | Ralf Waldmann        | Aprilia     | Kenny Roberts, Jr. | Suzuki      |
| 1999 | Jerez    | Masao Azuma       | Honda       | Valentino Rossi      | Aprilia     | Àlex Crivillé      | Honda       |
| 1998 | Jerez    | Kazuto Sakata     | Aprilia     | Loris Capirossi      | Aprilia     | Àlex Crivillé      | Honda       |
| 1997 | Jerez    | Valentino Rossi   | Aprilia     | Ralf Waldmann        | Honda       | Àlex Crivillé      | Honda       |
| 1996 | Jerez    | Haruchika Aoki    | Honda       | Max Biaggi           | Aprilia     | Michael Doohan     | Honda       |
| 1995 | Jerez    | Haruchika Aoki    | Honda       | Tetsuya Harada       | Yamaha      | Alberto Puig       | Honda       |
| 1994 | Jerez    | Kazuto Sakata     | Aprilia     | Jean-Philippe Ruggia | Aprilia     | Michael Doohan     | Honda       |
| 1993 | Jerez    | Kazuto Sakata     | Honda       | Tetsuya Harada       | Yamaha      | Kevin Schwantz     | Suzuki      |
| 1992 | Jerez    | Ralf Waldmann     | Aprilia     | Loris Reggiani       | Aprilia     | Michael Doohan     | Honda       |
| 1991 | Jerez    | Noboru Ueda       | Honda       | Helmut Bradl         | Honda       | Michael Doohan     | Honda       |
| 1990 | Jerez    | Jorge Martínez    | JJ Cobas    | John Kocinski        | Yamaha      | Wayne Gardner      | Honda       |

| Año  | Circuito | 80cc               | 80cc        | 125cc              | 125cc       | 250cc          | 250cc       | 500cc           | 500cc       |
| Año  | Circuito | Piloto             | Constructor | Piloto             | Constructor | Piloto         | Constructor | Piloto          | Constructor |
| ---- | -------- | ------------------ | ----------- | ------------------ | ----------- | -------------- | ----------- | --------------- | ----------- |
| 1989 | Jerez    | Herri Torrontegui  | Krauser     | Àlex Crivillé      | JJ Cobas    | Luca Cadalora  | Yamaha      | Eddie Lawson    | Honda       |
| 1988 | Jarama   | Stefan Dörflinger  | Krauser     | Jorge Martínez     | Derbi       | Sito Pons      | Honda       | Kevin Magee     | Yamaha      |
| 1987 | Jerez    | Jorge Martínez     | Derbi       | Fausto Gresini     | Garelli     | Martin Wimmer  | Yamaha      | Wayne Gardner   | Honda       |
| 1986 | Jarama   | Jorge Martínez     | Derbi       | Fausto Gresini     | Garelli     | Carlos Lavado  | Yamaha      | Wayne Gardner   | Honda       |
| 1985 | Jarama   | Jorge Martínez     | Derbi       | Pier Paolo Bianchi | MBA         | Carlos Lavado  | Yamaha      | Freddie Spencer | Honda       |
| 1984 | Jarama   | Pier Paolo Bianchi | HuVo-Casal  | Ángel Nieto        | Garelli     | Sito Pons      | JJ Cobas    | Eddie Lawson    | Honda       |
| Año  | Circuito | 50cc               | 50cc        | 125cc              | 125cc       | 250cc          | 250cc       | 500cc           | 500cc       |
| Año  | Circuito | Piloto             | Constructor | Piloto             | Constructor | Piloto         | Constructor | Piloto          | Constructor |
| 1983 | Jarama   | Eugenio Lazzarini  | Garelli     | Ángel Nieto        | Garelli     | Hervé Guilleux | Kawasaki    | Freddie Spencer | Honda       |
| 1982 | Jarama   | Stefan Dörflinger  | Kreidler    | Ángel Nieto        | Garelli     | Carlos Lavado  | Yamaha      | Kenny Roberts   | Yamaha      |
| 1981 | Jarama   | Ricardo Tormo      | Bultaco     | Ángel Nieto        | Minarelli   | Anton Mang     | Kawasaki    |                 |             |

| Año  | Circuito  | 50cc                 | 50cc        | 125cc               | 125cc       | 250cc             | 250cc           | 350cc             | 350cc       | 500cc             | 500cc       |
| Año  | Circuito  | Piloto               | Constructor | Piloto              | Constructor | Piloto            | Constructor     | Piloto            | Constructor | Piloto            | Constructor |
| ---- | --------- | -------------------- | ----------- | ------------------- | ----------- | ----------------- | --------------- | ----------------- | ----------- | ----------------- | ----------- |
| 1980 | Jarama    | Eugenio Lazzarini    | Iprem       | Pier Paolo Bianchi  | MBA         | Kork Ballington   | Kawasaki        |                   |             | Kenny Roberts     | Yamaha      |
| 1979 | Jarama    | Eugenio Lazzarini    | Kreidler    | Ángel Nieto         | Minarelli   | Kork Ballington   | Kawasaki        | Kork Ballington   | Kawasaki    | Kenny Roberts     | Yamaha      |
| 1978 | Jarama    | Eugenio Lazzarini    | Kreidler    | Eugenio Lazzarini   | MBA         | Gregg Hansford    | Kawasaki        |                   |             | Pat Hennen        | Suzuki      |
| 1977 | Jarama    | Ángel Nieto          | Bultaco     | Pier Paolo Bianchi  | Morbidelli  | Takazumi Katayama | Yamaha          | Michel Rougerie   | Yamaha      |                   |             |
| 1976 | Montjuich | Ángel Nieto          | Bultaco     | Pier Paolo Bianchi  | Morbidelli  | Gianfranco Bonera | Harley-Davidson | Kork Ballington   | Yamaha      |                   |             |
| 1975 | Jarama    | Ángel Nieto          | Kreidler    | Paolo Pileri        | Morbidelli  | Walter Villa      | Harley-Davidson | Giacomo Agostini  | Yamaha      |                   |             |
| 1974 | Montjuich | Henk van Kessel      | Kreidler    | Benjamin Grau       | Derbi       | John Dodds        | Yamaha          | Víctor Palomo     | Yamaha      |                   |             |
| 1973 | Jarama    | Jan de Vries         | Kreidler    | Chas Mortimer       | Yamaha      | John Dodds        | Yamaha          | Adu Celso-Santos  | Yamaha      | Phil Read         | MV Agusta   |
| 1972 | Montjuich | Ángel Nieto          | Derbi       | Kent Andersson      | Yamaha      | Renzo Pasolini    | Aermacchi       | Bruno Kneubühler  | Yamaha      | Chas Mortimer     | Yamaha      |
| 1971 | Jarama    | Jan de Vries         | Kreidler    | Ángel Nieto         | Derbi       | Jarno Saarinen    | Yamaha          | Teuvo Länsivuori  | Yamaha      | Dave Simmonds     | Kawasaki    |
| 1970 | Montjuich | Salvador Cañellas    | Derbi       | Ángel Nieto         | Derbi       | Kent Andersson    | Yamaha          | Angelo Bergamonti | MV Agusta   | Angelo Bergamonti | MV Agusta   |
| 1969 | Jarama    | Aalt Toersen         | Kreidler    | Cees van Dongen     | Suzuki      | Santiago Herrero  | OSSA            | Giacomo Agostini  | MV Agusta   | Giacomo Agostini  | MV Agusta   |
| 1968 | Montjuich | Hans-Georg Anscheidt | Suzuki      | Salvador Cañellas   | Bultaco     | Phil Read         | Yamaha          |                   |             | Giacomo Agostini  | MV Agusta   |
| 1967 | Montjuich | Hans-Georg Anscheidt | Suzuki      | Bill Ivy            | Yamaha      | Phil Read         | Yamaha          |                   |             |                   |             |
| 1966 | Montjuich | Luigi Taveri         | Honda       | Bill Ivy            | Yamaha      | Mike Hailwood     | Honda           |                   |             |                   |             |
| 1965 | Montjuich | Hugh Anderson        | Suzuki      | Hugh Anderson       | Suzuki      | Phil Read         | Yamaha          |                   |             |                   |             |
| 1964 | Montjuich | Hans-Georg Anscheidt | Kreidler    | Luigi Taveri        | Honda       | Tarquinio Provini | Benelli         |                   |             |                   |             |
| 1963 | Montjuich | Hans-Georg Anscheidt | Kreidler    | Luigi Taveri        | Honda       | Tarquinio Provini | Moto Morini     |                   |             |                   |             |
| 1962 | Montjuich | Hans-Georg Anscheidt | Kreidler    | Kunimitsu Takahashi | Honda       | Jim Redman        | Honda           |                   |             |                   |             |
| Año  | Circuito  |                      |             | 125cc               | 125cc       | 250cc             | 250cc           | 350cc             | 350cc       | 500cc             | 500cc       |
| Año  | Circuito  |                      |             | Piloto              | Constructor | Piloto            | Constructor     | Piloto            | Constructor | Piloto            | Constructor |
| 1961 | Montjuich |                      |             | Tom Phillis         | Honda       | Gary Hocking      | MV Agusta       |                   |             |                   |             |
| 1955 | Montjuich |                      |             | Luigi Taveri        | MV Agusta   |                   |                 |                   |             | Reg Armstrong     | Gilera      |
| 1954 | Montjuich |                      |             | Tarquinio Provini   | FB-Mondial  |                   |                 | Fergus Anderson   | Moto Guzzi  | Dickie Dale       | MV Agusta   |
| 1953 | Montjuich |                      |             | Angelo Copeta       | MV Agusta   | Enrico Lorenzetti | Moto Guzzi      |                   |             | Fergus Anderson   | Moto Guzzi  |
| 1952 | Montjuich |                      |             | Emilio Mendogni     | Moto Morini |                   |                 |                   |             | Leslie Graham     | MV Agusta   |
| 1951 | Montjuich |                      |             | Guido Leoni         | FB-Mondial  |                   |                 | Tommy Wood        | Velocette   | Umberto Masetti   | Gilera      |